# Clubiona savesi
Clubiona savesi este o specie de păianjeni din genul Clubiona, familia Clubionidae, descrisă de Berland, 1930.
Este endemică în New Caledonia. Conform Catalogue of Life specia Clubiona savesi nu are subspecii cunoscute.